# Gornji Krivodol
Gornji Krivodol (en serbe cyrillique : Горњи Криводол) est un village de Serbie situé dans la municipalité de Dimitrovgrad, district de Pirot. Au recensement de 2011, il comptait 8 habitants.

## Démographie

### Évolution historique de la population
| 1948 | 1953 | 1961 | 1971 | 1981 | 1991 | 2002 | 2011 |
| ---- | ---- | ---- | ---- | ---- | ---- | ---- | ---- |
| 454  | 413  | 283  | 147  | 102  | 39   | 17   | 8    |

|  |